# كريستيان غارسيا (لاعب كرة قاعدة)
كريستيان غارسيا (بالإنجليزية: Christian Garcia)‏ هو لاعب كرة قاعدة أمريكي، ولد في 24 أغسطس 1985 في ميامي في الولايات المتحدة.

## وصلات خارجية
- كريستيان غارسيا على موقع دوري كرة القاعدة الرئيسي (الإنجليزية)
- كريستيان غارسيا على موقعبيزبول رفرنس.كوم (الدوري الرئيسي) (الإنجليزية)
- كريستيان غارسيا على موقعبيزبول رفرنس.كوم (الدوري الثانوي) (الإنجليزية)
- كريستيان غارسيا على موقع إي إس بي إن.كوم (أم.أل.بي) (الإنجليزية)
- كريستيان غارسيا على موقع مشجعي الرسوم البيانية (الإنجليزية)